# Gilberto de Hastings
Gilberto de Hastings (em inglês:  Gilbert of Hastings; morto em Lisboa, 27 de abril de 1166) foi um bispo católico inglês, tendo sido o primeiro bispo de Lisboa após a conquista da cidade aos Mouros em 1147 e a subsequente restauração da sua diocese. 
Integrando os crusados ingleses com destino à Terra Santa, participou na conquista de Lisboa. Como agradecimento ao auxílio prestado o Rei D. Afonso Henriques decidiu nomear um dos crusados como novo Bispo de Lisboa. A escolha recaiu em D. Gilberto de Hastings. Foi ordenado Bispo pelo Arcebispo de Braga D. João Peculiar, a quem depois jurou reverência e obediência.   

## Biografia
De origem inglesa (como o nome indica) integrava a armada que se destinava à Terra Santa, no quadro da II Cruzada e que aportou ao Porto (então, o último porto de mar em posse de cristãos, onde podia fazer aguada, antes de entrar no Mediterrâneo), onde o rei português, D. Afonso Henriques, com o auxílio do primaz de Braga, D. João Peculiar, convenceram a frota a atacar Lisboa.
Tomada a cidade em Outubro desse ano, foi de imediato a mesquita purificada e tornada em Sé Catedral dedicada a Santa Maria Maior, tendo D. João Peculiar, a pedido do rei, restaurado a diocese e, acto contínuo, sagrado D. Gilberto de Hastings como novo bispo da cidade, após um aparente interregno de quatro séculos (embora pareça ter continuado a existir um bispo moçárabe da cidade sob domínio muçulmano). O juramento de obediência do novo bispo de Lisboa a D. João Peculiar fez da diocese restaurada sufragânea do metropolita bracarense (situação que não se verificava no tempo dos Godos, quando Lisboa era sufragânea da diocese de Mérida, a velha capital da Lusitânia); isto ia ao encontro da política do primeiro rei português de colocar as dioceses do território que controlava sob a dependência do arcebispado de Braga, e não dos antigos metropolitas, sediados em território leonês, por forma a eximir-se, não apenas política, como também espiritualmente, do domínio hegemónico de seu primo, o Imperator Afonso VII de Leão e Castela, na Península Ibérica.
Em 1150, Gilberto estabeleceu o cabido da Sé de Lisboa e as respectivas dignidades; introduziu ainda na diocese o rito seguido pela Igreja de Salisbury, em Inglaterra, pelo qual a diocese de Lisboa se regeu até 1536, em tempo do governo do Cardeal-Arcebispo D. Afonso, altura em que foi introduzido o rito romano (como resposta ao cisma da Igreja Anglicana).
Em 1151, ordenou cartas para Inglaterra, solicitando que os seus conterrâneos viessem para a Hispânia ajudar à Reconquista.
Foi o criador das paróquias de São Vicente de Fora, Mártires e Santa Justa.
Morreu a 27 de Abril de 1166, tendo sido sepultado na Sé de Lisboa.